# Alexandra Klineman
Alexandra Klineman (conocida como Alix Klineman; Torrance, 30 de diciembre de 1989) es una deportista estadounidense que compite en voleibol, en la modalidad de playa.
Participó en los Juegos Olímpicos de Tokio 2020, obteniendo una medalla de oro en el torneo femenino (haciendo pareja con April Ross). Ganó una medalla de plata en el Campeonato Mundial de Vóley Playa de 2019.

## Palmarés internacional
| Juegos Olímpicos   | Juegos Olímpicos    | Juegos Olímpicos | Juegos Olímpicos |
| Año                | Lugar               | Medalla          | Pareja           |
| ------------------ | ------------------- | ---------------- | ---------------- |
| 2020               | Tokio (Japón)       | Medalla de oro   | April Ross       |
| Campeonato Mundial |                     |                  |                  |
| Año                | Lugar               | Medalla          | Pareja           |
| 2019               | Hamburgo (Alemania) | Medalla de plata | April Ross       |